# Caballo de Merens
El caballo de Merens es una raza de caballo oriunda de España y Francia, el Pirineo Oriental que coincide con el departamento francés del Ariege, Andorra, la Cerdaña, reconocida como tal desde el 1 de enero de 1998 por el Registro de Referencia Internacional. La carta la conceden en Francia, donde le llaman "Pony Ariegeoise de Mérens", y en España existe una asociación (ACCRA) dedicada a su cría. En Alemania es también una raza muy popular. Debido a que su área de distribución es más extensa en el país galo, se tiende a considerar erróneamente más una raza francesa que ibérica.
Se trata de un caballo verdadero, y no un poni, de características similares a otras razas procedentes del tronco del norte de la península ibérica. En líneas generales recuerda al caballo losino, pero es más masivo que este y presenta cernejas en los tarsos. El Merens parece ser una mezcla de Pottoka o antiguos tarpanes pirenaicos, con caballos ibéricos y bereberes.
Es un caballo rústico de montaña y no de la meseta, así que su paso es muy firme sobre terrenos accidentados. También resulta muy resistente a las inclemencias del tiempo y a la falta de alimento, siendo por tanto un caballo muy usado por los habitantes de esas regiones por sus cualidades.
El registro racial reconoce las siguientes características.
- Talla: 1,45 m de altura a la cruz como media
- Peso: alrededor de los 400 kg, resulta pesado y masivo para su tamaño.
- Color: negro profundo (Los potrillos nacen de color negro, gris plateado o café con leche).
- Crin: abundante, dura y a menudo ondulada.
- Cabeza: expresiva.
- Cuello: de longitud media, bien dirigido.
- Pecho: bien abierto.
- Espalda: medianamente larga, con suficiente inclinación.
- Lomo: sólido, ancho y musculoso, apto para las labores de campo.
- Grupa: redondeada y con la cola implantada baja, como es habitual en las razas ibéricas

Al igual que otras muchas razas que siempre han sido usadas como bestias de trabajo, el Merens sufrió un retroceso a causa de la mecanización del campo. Sin embargo, la raza no se encuentra en peligro ya que ha sido "reciclada" para otros usos, tales como Hipoterapia, Horseball, tiro ligero y fines turísticos por los países en donde es criado.